# Orthogonales Frequenzmultiplexverfahren
OFDM (Orthogonal Frequency-Division Multiplexing, deutsch Orthogonales Frequenzmultiplexverfahren) ist eine spezielle Implementierung der Multicarrier-Modulation. Ein Modulationsverfahren, welches mehrere orthogonale Träger zur digitalen Datenübertragung verwendet. Damit ist das Verfahren eine Sonderform von FDM, bei dem durch Orthogonalität der Träger (d. h. das Maximum eines Trägers liegt bei seinen Nachbarträgern jeweils auf einem Nulldurchgang) ein Übersprechen zwischen Signalen reduziert wird, die benachbarten Trägern aufmoduliert sind.
Die zu übertragende Nutzinformation mit hoher Datenübertragungsrate wird zunächst auf mehrere Teildatenströme mit niedriger Datenrate aufgeteilt. Diese Teildatenströme werden jeder für sich mit einem herkömmlichen Modulationsverfahren wie der Quadraturamplitudenmodulation mit geringer Bandbreite moduliert und anschließend die modulierten HF-Signale addiert. Um die einzelnen Signale bei der Demodulation im Empfänger unterscheiden zu können, ist es notwendig, dass die Träger im Funktionenraum orthogonal zueinander stehen. Das bewirkt, dass die Teildatenströme sich möglichst wenig gegenseitig beeinflussen.
Der Vorteil von OFDM besteht darin, dass damit die Datenübertragung auf die Besonderheiten eines Übertragungskanals, wie beispielsweise eines Funkkanals, durch eine feine Granulierung einfach angepasst werden kann. Kommt es innerhalb des OFDM-Signalspektrums zu einer schmalbandigen Störung, können von der Störung betroffene Träger von der Datenübertragung ausgenommen werden. Die gesamte Datenübertragungsrate sinkt damit nur um einen kleinen Teil. Bei einer breitbandigen Quadraturamplitudenmodulation mit nur einem Träger kann hingegen eine schmalbandige Störung im Übertragungskanal die komplette Datenübertragung unmöglich machen. Auch destruktive Interferenzen durch Mehrwegempfang betreffen jeweils nur einzelne Träger.

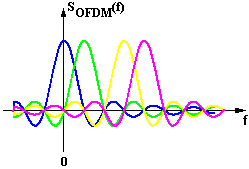
OFDM-Signal mit 4 Trägern (in unterschiedlichen Farben dargestellt) im Frequenzbereich

## Modulationsverfahren

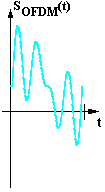
OFDM-Symbol mit 4 Trägerfrequenzen im Zeitbereich

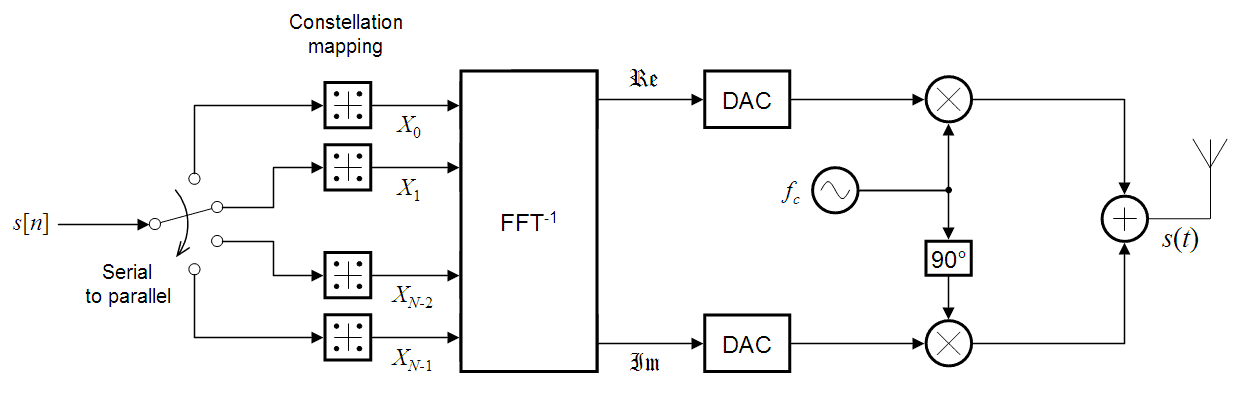
OFDM-Modulator

Jeder Träger wird zunächst separat moduliert. Je nachdem, welche der drei freien Parameter Frequenz, Amplitude und Phase dafür genutzt werden, trägt er pro Symbolschritt eine Information von einem oder mehreren Bits. Pro Symbol und Träger werden bei DAB 2 Bit, bei DVB-T 2, 4 oder 6 Bit und bei DVB-T2 bis zu 8 Bit übertragen.
Der Signalverlauf {\displaystyle S_{\text{OFDM}}(t)} eines Symbols setzt sich bei OFDM aus der Summe aller modulierten Träger zusammen. Damit wird bei OFDM eine sehr große Anzahl von Bits parallel übertragen. Werden beispielsweise, wie in praktischen Anwendungen, rund 7000 Träger verwendet und pro Träger vier Bit übertragen, so besitzt ein Symbol einen Informationsgehalt von maximal 28.000 Bit, die parallel in einem Symbolschritt übertragen werden. Praktisch ist die Anzahl der Bits etwas geringer, da einige Trägerfrequenzen für die Synchronisation, als Pilotton und für den Betrieb verwendet werden. Auch die Kanalcodierung zur Vorwärtsfehlerkorrektur reduziert die Nutzdatenmenge.
Entsprechend dem geringen spektralen Abstand der Trägerfrequenzen untereinander wird mit nur geringer Bandbreite moduliert. Daher ist die Symboldauer bei OFDM gegenüber Einträgerverfahren sehr viel länger. So ergibt sich bei einer gesamten Bandbreite von 8 MHz und bei 7000 Trägerfrequenzen als grober Richtwert eine Symboldauer von 875 µs, was einer Symbolrate von 1143 Baud entspricht. Die dabei erzielbare maximale Bitrate beträgt rund 32 Mbit/s. Für genaue Auslegungen müssen verschiedene weitere Parameter wie der maximale Delay-Spread bei Mehrwegempfang berücksichtigt werden.
OFDM-Signale werden mit der komplex rechnenden inversen diskreten Fouriertransformationen (IDFT) erzeugt. Die IDFT setzt voraus, dass alle Subträgerfrequenzen orthogonal zueinander stehen. Die Blocklänge der IDFT entspricht dabei der Zahl der Subträger. IDFT lässt sich völlig in digitaler Technik mit digitalen Signalprozessoren realisieren, so dass der Hochfrequenzteil der Schaltung relativ einfach bleibt.
Orthogonalität besteht genau dann, wenn gilt:
{\displaystyle f_{v}={\frac {v}{T}},\quad f_{w}={\frac {w}{T}},\quad w,v\in \mathbb {N} }
{\displaystyle {\frac {1}{T}}\int _{0}^{T}\mathrm {e} ^{\mathrm {j} 2\pi f_{v}t}\,\mathrm {e} ^{-\mathrm {j} 2\pi f_{w}t}\,\mathrm {d} t\ =\ {\begin{cases}1,&{\mbox{wenn }}v=w\\0&{\mbox{sonst}}\end{cases}}}

## Empfang

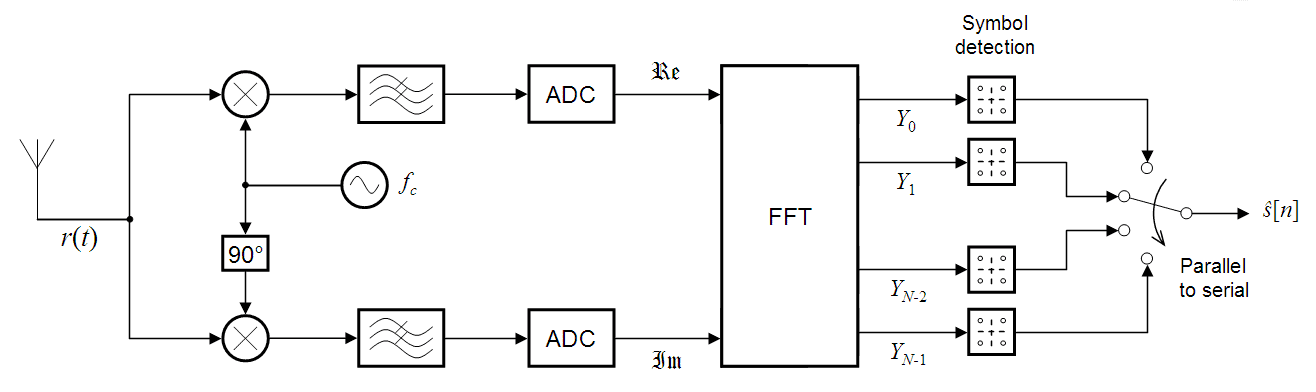
OFDM-Demodulator

Auf der Empfängerseite müssen die einzelnen Träger aus dem Signalgemisch separiert werden. Das könnte mit einzelnen Filtern geschehen, was allerdings bei mehr als einer Handvoll Frequenzen zu aufwendig wird. Daher wird heute bei allen OFDM-Decodern eine schnelle Fourier-Transformation (FFT) benutzt, die die IFFT beim Sender rückgängig macht. Die Eingangsdaten der FFT sind die digitalisierten Werte des Signals aus einem Analog-Digital-Wandler (ADC).
Problematisch und aufwändig bei einem OFDM-Empfänger ist die Synchronisation auf das empfangene Signal, da der Empfänger keine direkte Zuführung des Sendetaktes hat. Üblicherweise laufen dazu mehrere Synchronisationsstufen hintereinander ab. Zunächst muss der Sampletakt des ADC und die Frequenz des HF-Trägers so justiert werden, dass alle Träger exakt auf die FFT-Frequenzen fallen (entspricht einer Streckung/Stauchung und Verschiebung des Spektrums). Durch das Vorhandensein von vielen Echos gibt es einen Zeitpunkt, an dem die Impulsantwort die größte Energie aufweist. Aus diesem Zeitpunkt kann auf die Zeitspanne geschlossen werden, in der Echos empfangen werden und sich aufeinanderfolgende Symbole überlagern. Er wird über bestimmte Referenzsymbole bzw. Pilotträger mit einer Auto-Korrelation gefunden. Als letztes muss die für Quadraturamplitudenmodulation (QAM) notwendige Phasenreferenz extrahiert werden (sogenannte Kanalschätzung).
Je nach OFDM-Verfahren unterstützen verschiedene Zusatzsignale diese Synchronisation. Bei Digital Audio Broadcasting (DAB) überträgt man dazu ein Symbol lang gar keine Energie (Nullsymbol) und anschließend ein sog. Phasenreferenzsymbol zur exakten Frequenz- und Zeitsynchronisation. DVB-T nutzt ein systematisch über die Träger hinwegwanderndes Muster von Pilottönen. Mithilfe dieser Pilottöne kann die Phasenänderung über die Frequenz und Zeit hinweg ermittelt werden.

## COFDM
Coded Orthogonal Frequency-Division Multiplexing (COFDM) ist ein Übertragungsverfahren für digitale Informationen, welches das Modulationsverfahren OFDM um eine Vorwärtsfehlerkorrektur innerhalb des Symboles ergänzt.
Die Stärken von COFDM liegen in der Resistenz gegenüber dem allgemeinen störenden Mehrwegempfang und dessen Echos und der daraus resultierenden Möglichkeit, mehrere räumlich benachbarte Sender auf der gleichen Sendefrequenz als sogenanntes Gleichwellennetz betreiben zu können. Es eignet sich auch für den mobilen Empfang damit übertragener Signale.
COFDM als Übertragungsverfahren wird insbesondere von Digital Audio Broadcasting (DAB), Digital Radio Mondiale (DRM) und vom europäischen digitalen Fernsehstandard DVB-T verwendet.
Durch den Gleichwellenbetrieb bzw. bei Mehrwegeempfang kommt es innerhalb der Zeit eines Symbols zu konstruktiven und destruktiven Interferenzen, was zur Auslöschung oder Verstärkung einzelner Trägerfrequenzen führt. Da allerdings innerhalb des Kanals sehr viele Trägerfrequenzen parallel zur Verfügung stehen und Interferenzen frequenzselektiv sind, werden nur einzelne Träger an bestimmten räumlichen Empfangspunkten tatsächlich ausgelöscht bzw. verstärkt.
Bei OFDM bestehen prinzipiell die gleichen physikalischen Probleme wie bei Einträgerverfahren, jedoch lassen sich diese störenden Einflüsse der Interferenz durch zwei Verfahren stark reduzieren, da die Symboldauer bei OFDM gegenüber Einträgerverfahren sehr viel länger ist.
Neben der Vorwärtsfehlerkorrektur durch Kanalkodierung wird die zu übertragende Information bei COFDM redundant auf mehrere Trägerfrequenzen verteilt. Dadurch kann der COFDM-Empfänger auch bei Auslöschung einzelner Trägerfrequenzen durch Interferenz die korrekte Nutzdateninformation rekonstruieren und ein Gleichwellensenderbetrieb mit Überlappungszonen der einzelnen Sender ist möglich.
Ein Guard Intervall (Schutzintervall) sorgt dafür, dass zwischen zwei gesendeten Symbolen eine „Ruhezeit“ eingehalten wird, so dass es nicht zum Symbolübersprechen aufeinanderfolgender Symbole kommt. Typische Schutzzeiten liegen zwischen 1/32 Symboldauer bis zu 1/4 Symboldauer. Die Länge des Guard Intervall bestimmt die mögliche Intersymbolinterferenz-freie Entfernungsdifferenz zu den Sendern. Bei einer Ruhezeit von 33 µs stören Entfernungsdifferenzen ab 10 km, was Senderabstände von etwa 20 km erlaubt, denn Auslöschung setzt ähnliche Feldstärken voraus.

## OFDMA
Bei Orthogonal Frequency-Division Multiple Access (OFDMA) werden die OFDM-Unterträger auf mehr als einen Nutzerkanal verteilt. Voraussetzung für das Verfahren ist bidirektionale Funkkommunikation, bei der im Gegensatz zur unidirektionalen der Kanal gemessen werden kann. Durch stetige Messung ist dem Sender die Empfangsqualität der Unterträger bei den einzelnen Nutzern bekannt. Aufgrund dieses Wissens kann er die Verwendung der Unterträger und somit die spektrale Effizienz optimieren.

## Anwendungsbeispiele
- Digital Audio Broadcasting (DAB) mit 192 bis 1536 Trägern (auf ca. 1,5 MHz Bandbreite)
- Digital Radio Mondiale (DRM) mit 88 bis 460 Trägern (auf ca. 4 bis 20 kHz Bandbreite)
- DVB-C bei DOCSIS 3.1
- DVB-T mit 2048, 4096, oder 8192 Trägern – je nach Modus 2k, 4k (nur bei DVB-H) oder 8k (auf ca. 6,5 bis 7,5 MHz Bandbreite)
- WLAN nach IEEE 802.11a, IEEE 802.11g und IEEE 802.11n
- ADSL (Asymmetric Digital Subscriber Line) mit 32 Trägern für den Up- und 190 für den Downstream (jeweils 4,3125 kHz über ca. 1 MHz Bandbreite; siehe auch DMT)
- VDSL
- Powerline z. B. Homeplug AV
- G.fast
- LTE (Long Term Evolution)[1]
- WiMAX nach IEEE 802.16.2-2004 bei NLOS-Verbindungen mit 256 Trägern (vom WiMAX-Forum empfohlen) oder 2048 Trägern
- CWUSB, Bluetooth 3.0 und WiNet, die alle auf den ECMA-368-Standard aufsetzen

In der folgenden Tabelle sind die typischen Eckdaten von einigen auf OFDM bzw. COFDM basierenden Systemen zusammengefasst:
| Übertragungsstandard                  | Übertragungsstandard                  | DAB (Eureka 147)        | DVB-T                           | DVB-H                     | DTMB                                  | IEEE 802.11a    | LTE                                    |
| ------------------------------------- | ------------------------------------- | ----------------------- | ------------------------------- | ------------------------- | ------------------------------------- | --------------- | -------------------------------------- |
| Entwicklungsjahr                      | Entwicklungsjahr                      | 1995                    | 1997                            | 2004                      | 2006                                  | 1999            | 2006                                   |
| Frequenzbereich (MHz)                 | Frequenzbereich (MHz)                 | 174 – 240 1452 – 1492   | 470 – 862 174 – 230             | 470 – 862                 | 470 – 862                             | 4915 – 5825     | 700, 800, 900, 1800, 2100, 2600 u.v.m. |
| Bandbreite B (MHz)                    | Bandbreite B (MHz)                    | 1,712                   | 8, 7, 6                         | 8, 7, 6 & 5               | 8                                     | 20              | 1.4, 3, 5, 10, 15, 20                  |
| Anzahl der Träger N                   | Anzahl der Träger N                   | 192, 384, 768 oder 1536 | 2K Modus: 1705 8K Modus: 6817   | 1705, 3409, 6817          | Einfachträger: 1 Mehrfachträger: 3780 | 48 (+4 Piloten) | 72, 180, 300, 600, 900, 1200           |
| Träger- modu- lation                  | DQPSK                                 | Ja                      | -                               | -                         | -                                     | -               | -                                      |
| Träger- modu- lation                  | BPSK                                  | -                       | -                               | -                         | -                                     | Ja              | -                                      |
| Träger- modu- lation                  | QPSK/4-/16-/64-QAM                    | -                       | Ja                              | Ja                        | Ja                                    | Ja              | Ja                                     |
| Träger- modu- lation                  | 32-QAM                                | -                       | -                               | Ja                        | -                                     | -               | -                                      |
| Träger- modu- lation                  | 256-QAM                               | -                       | -                               | -                         | -                                     | -               | Ja                                     |
| Typische Symbollänge TS (μs)          | Typische Symbollänge TS (μs)          |                         | 2K Modus: 224 8K Modus: 896     | 224, 448, 896             | Mehrfachträger: 500                   | 3,2             | 66,67                                  |
| Schutzintervall TG (Teil von TS)      | Schutzintervall TG (Teil von TS)      |                         | 1/4, 1/8, 1/16, 1/32            | 1/4, 1/8, 1/16, 1/32      | 1/4, 1/6, 1/9                         | 1/4             | 1/14 (~4,76µs), 1/4 (16µs)             |
| Trägerabstand Δf = 1/(TS) ≈ B/N (kHz) | Trägerabstand Δf = 1/(TS) ≈ B/N (kHz) |                         | 2K-Modus: 4,464 8K-Modus: 1,116 | 4,464, 2,232, 1,116       | Einfachträger: 8000 Mehrfachträger: 2 | 312,5           | 15                                     |
| Nutzdatenraten R (Mbit/s)             | Nutzdatenraten R (Mbit/s)             | 0,576 – 1,152           | 4,98 – 31,67 (typisch 24)       | 3,7 – 23,8                | 4,81 – 32,49                          | 6 – 54          | 3 – 300                                |
| Spektrale Effizienz R/B (bit/s/Hz)    | Spektrale Effizienz R/B (bit/s/Hz)    | 0,34 – 0,67             | 0,62 – 4,0                      | 0,62 – 4,0                | 0,60 – 4,1                            | 0,30 – 2,7      |                                        |
| Innerer FEC                           | Code                                  | Faltungscode            | Faltungscode                    | Faltungscode              | LDPC                                  | Faltungscode    | ?                                      |
| Innerer FEC                           | Coderate                              | 1/4, 3/8, 1/2           | 1/2, 2/3, 3/4, 5/6, 7/8         | 1/2, 2/3, 3/4, 5/6, 7/8   | 2/5, 3/5, 4/5                         | 1/2, 2/3, 3/4   |                                        |
| Äußerer FEC                           | Äußerer FEC                           | keiner                  | RS (204,188,t=8)                | RS(204,188,t=8) + MPE-FEC | BCH-Code (762,752)                    |                 |                                        |
| max. Relativgeschwindigkeit (km/h)    | max. Relativgeschwindigkeit (km/h)    | 200 – 600               | 53 – 185 frequenzabhängig       |                           |                                       |                 | 350                                    |
| Interleaving-Tiefe (ms)               | Interleaving-Tiefe (ms)               | 385                     | 0,6 – 3,5                       | 0,6 – 3,5                 | 200 – 500                             |                 |                                        |

## Sonstiges
OFDM steht auch für Optical Frequency-Division Multiplexing, was ein synonymer Begriff zu Wellenlängen-Multiplexverfahren ist. Der Begriff „Optical Frequency-Division Multiplexing“ betont allerdings stärker, dass es sich bei dieser optischen Technik um eine aus der elektrischen Nachrichtentechnik bekannte Frequenzmultiplextechnik handelt.